# Tomas Oppus (Southern Leyte)
Tomas Oppus is een gemeente in de Filipijnse provincie Southern Leyte op het eiland Leyte. Bij de laatste census in 2007 had de gemeente bijna 16 duizend inwoners.

## Geografie

### Bestuurlijke indeling
Tomas Oppus is onderverdeeld in de volgende 29 barangays:
| - Anahawan - Banday - Biasong - Bogo - Cabascan - Camansi - Cambite - Canlupao - Carnaga - Cawayan - Higosoan - Hinagtikan - Hinapo - Hugpa - Iniguihan Pob. | - Looc - Luan - Maanyag - Mag-ata - Mapgap - Maslog - Ponong - Rizal - San Agustin - San Antonio - San Isidro - San Miguel - San Roque - Tinago |

## Demografie
Tomas Oppus had bij de census van 2007 een inwoneraantal van 15.817 mensen. Dit zijn 887 mensen (5,9%) meer dan bij de vorige census van 2000. De gemiddelde jaarlijkse groei komt daarmee uit op 0,80%, hetgeen lager is dan het landelijk jaarlijks gemiddelde over deze periode (2,04%). Vergeleken met de census van 1995 is het aantal mensen met 3.208 (25,4%) toegenomen.

De bevolkingsdichtheid van Tomas Oppus was ten tijde van de laatste census, met 15.817 inwoners op 56,11 km², 281,9 mensen per km².

## Economie
De economie van Tomas Oppus grotendeels gebaseerd op de agrarische sector. Een grote meerderheid van 80% van haar inwoners verdient hun inkomen in de landbouw of de visserij.